# Parcen

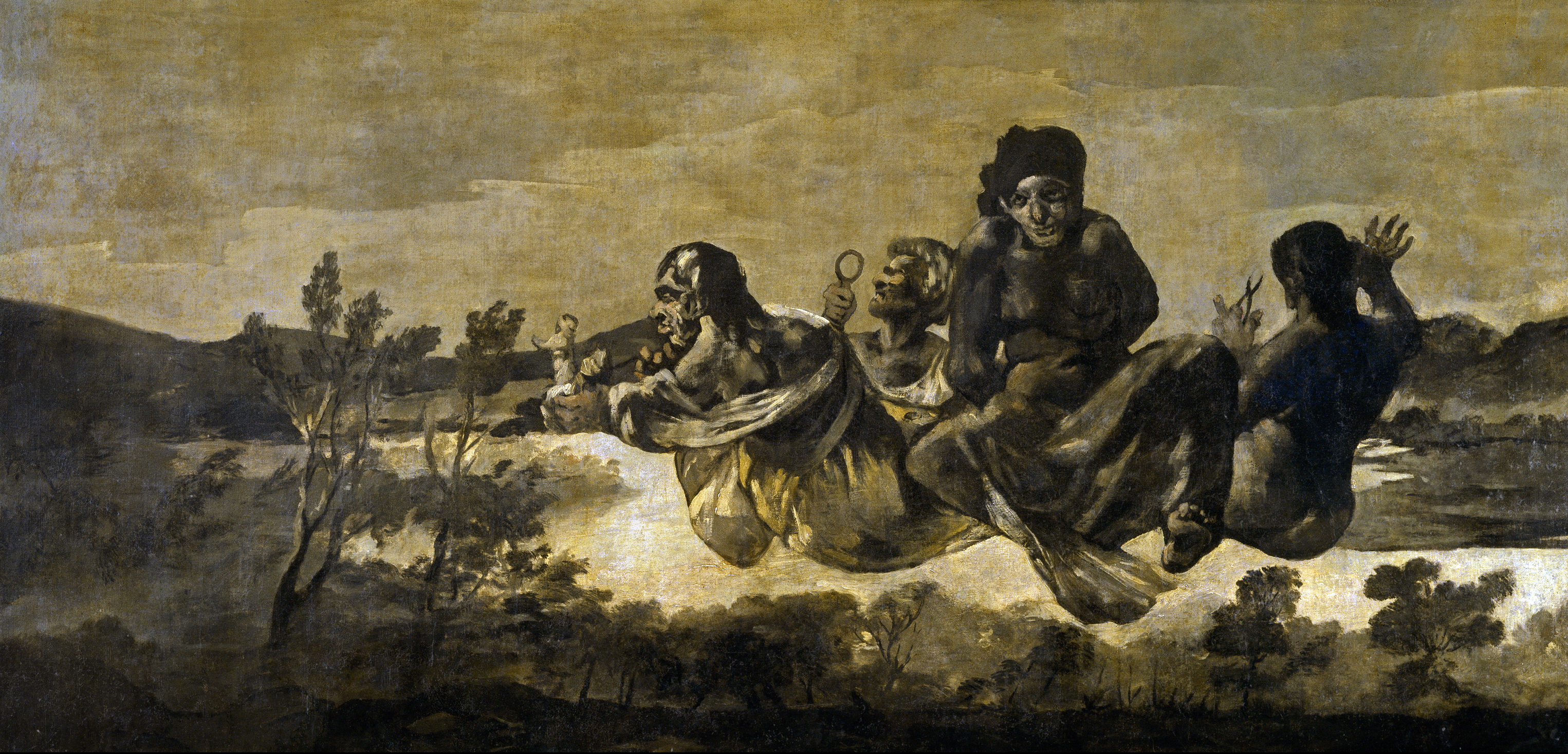
Las Parcas, o Átropos, Francisco Goya, 1819-1823

De Parcen (Latijn: parcae) was de naam waaronder de schikgodinnen in de Romeinse godsdienst voorkwamen.
Oorspronkelijk waren zij oud-Italische godheden, maar reeds vroeg zijn zij geheel en al met de Griekse schikgodinnen (Moiren) geïdentificeerd.
Eerst godheden van de geboorte en dood, werden zij naderhand godheden van het noodlot en droegen als zodanig ook wel de naam Fata.
Zelfs de goden vreesden de Parcen en Iuppiter zelf was onderworpen aan hun macht. De drie Parcen waren:
- Nona: zij spon de levensdraad van haar spinrok op haar klos (cf. Clotho);
- Decima: zij mat de levensdraad met haar stok (cf. Lachesis);
- Morta: zij was het die de levensdraad doorsneed. Zij koos de manier waarop iemand stierf. Wanneer ze de draad met "haar verafschuwde schaar" doorknipte, stierf er iemand op aarde (cf. Atropos).